# Wouter Weylandt
Wouter Weylandt, född 27 september 1984 i Gent, Belgien, död 9 maj 2011 i Mezzanego, Ligurien, Italien, var en belgisk tävlingscyklist. Han körde för UCI Pro Tour-laget Quick Step och senare för Leopard Trek. Hans första stora seger kom 2008 när han vann en etapp av Vuelta a España. Han vann även den tredje sträckan vid Giro d’Italia 2010.

## Död
Vid den tredje etappen av Giro d'Italia 2011 kraschade Weylandt i en körning utför Passo del Bocco nära byn Mezzanego. När han tittade över sin axel för att se var de andra cyklisterna befann sig, slog den vänstra delen av hans cykel in i en vägg, vilket slungade honom över vägen där han träffade ett annat objekt i hög fart. Det rapporterades att sjukvårdspersonal utförde hjärt-lungräddning i ungefär 45 minuter, men inget hjälpte. Han gavs adrenalin och atropin men skadorna var för allvarliga. Alla återupplivningsförsök misslyckades, och Weylandt dödförklarades på plats till följd av skallfrakturer. Den fjärde etappen rullades bara igenom som en hyllning till Weylandt. 
Weylandts flickvän väntade vid olyckstillfället parets första barn.